# Mizuho Trust & Banking

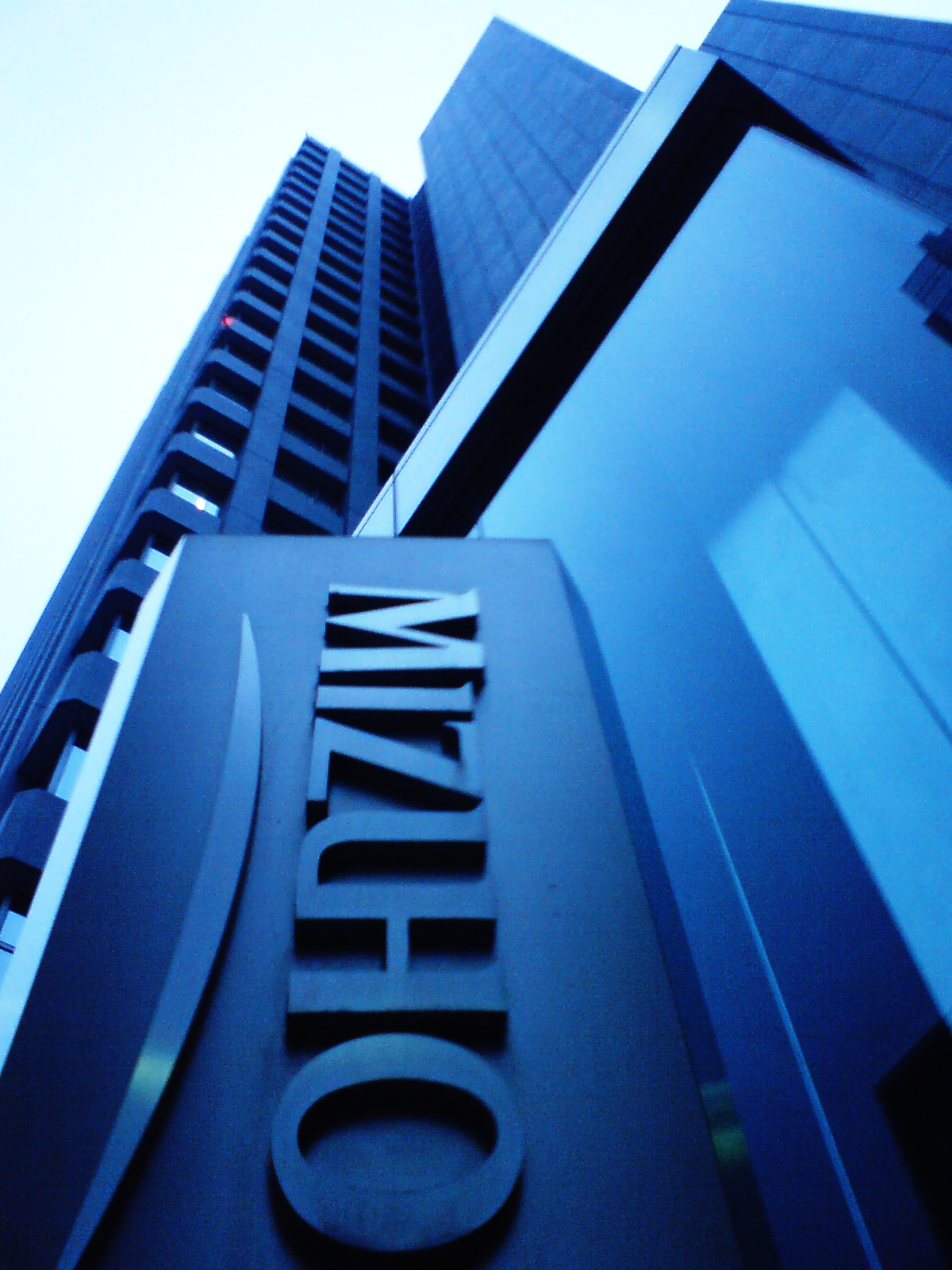
Oficina central de Mizuho Trust & Banking en Tokio.

Mizuho Trust & Banking Co., Ltd. (みずほ信託銀行株式会社 Mizuho Shintaku Ginkō Kabushiki-gaisha?) es el brazo de banca de confianza de Mizuho Financial Group, la segunda mayor compañía de servicios financieros japonesa. La sede del banco está en Yaesu, Chūō, Tokio.

## Historia
La fusión del Dai-Ichi Kangyo Bank, Fuji Bank y el Industrial Bank of Japan en 2000 fue seguida por la fusión de sus respectivas subsidiarias de banca de confianza, creando Mizuho Trust & Banking Co.

## Accionistas
- Mizuho Financial Group (69,9%)